# GUN Records
GUN Records a fost o casă de discuri din Germania. Mulți dintre artiștii săi au atins poziții înalte în topurile din Europa.

## Foști artiști
- All Ends
- Apocalyptica
- Apoptygma Berzerk
- Bullet for My Valentine
- Die Happy
- Donots
- Eagles of Death Metal
- Exilia
- Flyleaf
- L'Ame Immortelle
- Lordi
- Lovex
- Oomph!
- Sturm und Drang
- Van Canto
- Within Temptation
- Blackeyed Blonde
- Depressive Age
- Doctor Butcher
- Eloy
- Grave Digger
- Guano Apes
- HIM
- House of Spirits
- Krisiun
- Kreator
- Mind Odyssey
- Monkeys With Tools
- Paradise Lost
- Rage
- Richtofen
- Running Wild
- Secret Discovery
- SITD
- Sodom
- Sun
- Thunderhead
- Tom Angelripper
- U.D.O.